# Deutscher Buchpreis

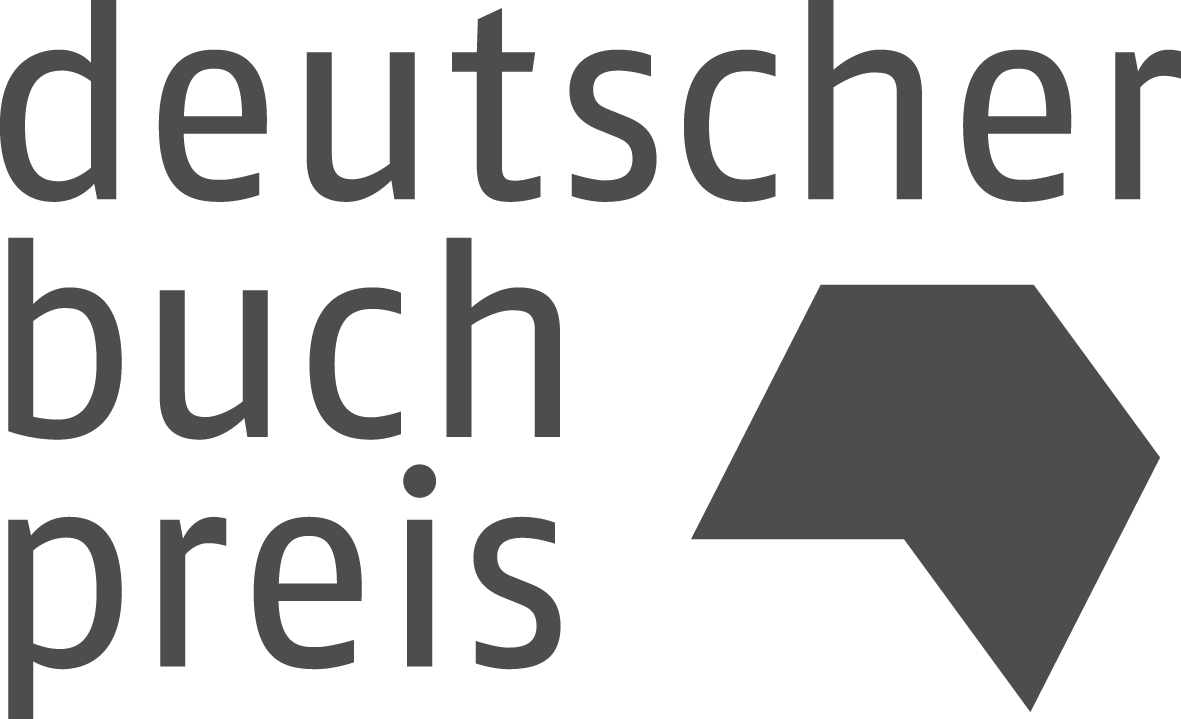

Deutscher Buchpreis (Niemiecka Nagroda Książkowa) – niemiecka nagroda literacka, która od 2005 r. przyznawana jest najlepszym niemieckojęzycznym powieściom roku. W 2005 r. powołano do życia Akademię Związku Księgarzy i Wydawców Niemieckich (Börsenverein des Deutschen Buchhandels), która skupia ludzi bezpośrednio powiązanych z kulturą, w celu przyznawania corocznej nagrody literackiej Deutscher Buchpreis.
Głównymi partnerami tego wydarzenia są Targi Książki we Frankfurcie nad Menem (Frankfurter Buchmesse), gdzie też dokonuje się wyboru najlepszej niemieckojęzycznej powieści roku, oraz Deutsche Bank Stiftung. Do 2007 r. nagroda Deutscher Buchpreis była wspierana również przez wydawnictwo tygodnika Der Spiegel oraz przez Floriana i Gabriele Langenscheidtów. Nagroda Deutscher Buchpreis jest bardzo ceniona w świecie niemieckojęzycznym i porównywalna jest z francuskim Prix Goncourt oraz angielskim Man Booker Prize.

## Procedura wyborcza
Proces wyboru odpowiedniej pozycji trwa parę miesięcy i przebiega następująco: książki opublikowane w Niemczech, Austrii oraz Szwajcarii zostają nominowane przez ich wydawnictwa, które mogą zaproponować każdorazowo maksymalnie po dwa tytuły ze swojej oferty. Warunkiem zgłoszenia jest jednak data wydania książki. Dana pozycja musi ukazać się na rynku w okresie od października poprzedniego roku do września roku, w którym przyznana zostanie nagroda. Skład jury zmienia się z każdym rokiem i jest wybierany przez Akademie Deutscher Buchpreis oraz Pełnomocnika Rządu Federalnego ds. Kultury i Mediów (niem. Beauftragter der Bundesregierung für Kultur und Medien). Komisja składa się zawsze z siedmiu członków: dwóch pisarzy, czterech dziennikarzy oraz literackiego księgarza. Jury przegląda wszystkie nadesłane propozycje publikacji i tworzy tzw. długą listę (Longlist) składającą się z dwudziestu tytułów. Wybrane przez jury książki ukazują się na liście pozycji nominowanych do nagrody, która zostaje opublikowana w sierpniu w roku przyznawania nagrody. Z tych pozycji jurorzy wybierają dalej sześć publikacji. Lista zawierająca finalistów (Shortlist) ukazuje się we wrześniu. Nagroda za najlepszą powieść niemieckojęzyczną dotowana jest sumą 37 500 euro. Zwycięzcy przyznana zostaje kwota w wysokości 25 000 euro, a dodatkowo pięciu pozostałych finalistów otrzymuje po 2500 euro.

## Laureaci
Najczęściej nagradzane są powieści autorów posiadających niemieckie obywatelstwo (jedenaście nagród), dwaj laureaci są Austriakami, jedna laureatka (Melinda Nadj Abonji) z obywatelstwem Szwajcarii. Jak dotąd żaden pisarz nie został wyróżniony nagrodą więcej niż jeden raz.
| Rok  | Laureaci            | Tytuł                                                                                          | Wydawnictwo                |
| ---- | ------------------- | ---------------------------------------------------------------------------------------------- | -------------------------- |
| 2005 | Arno Geiger         | U nas wszystko dobrze (Es geht uns gut)                                                        | Carl Hanser                |
| 2006 | Katharina Hacker    | Nic nie posiadający (Die Habenichtse)                                                          | Suhrkamp                   |
| 2007 | Julia Franck        | Południca (Die Mittagsfrau)                                                                    | S. Fischer                 |
| 2008 | Uwe Tellkamp        | Wieża (Der Turm)                                                                               | Suhrkamp                   |
| 2009 | Kathrin Schmidt     | Nie umrzesz (Du stirbst nicht)                                                                 | Kiepen heuer & Witsch      |
| 2010 | Melinda Nadj Abonji | Gołębie wzlatują (Tauben fliegen auf)                                                          | Jung und Jung              |
| 2011 | Eugen Ruge          | W czasach, gdy ubywało światła (In Zeiten des abnehmenden Lichts)                              | Rowohlt                    |
| 2012 | Ursula Krechel      | Sąd Okręgowy (Landgericht)                                                                     | Jung und Jung              |
| 2013 | Terézia Mora        | Potwór (Das Ungeheuer)                                                                         | Luchterhand                |
| 2014 | Lutz Seiler         | Kruso                                                                                          | Suhrkamp                   |
| 2015 | Frank Witzel        | Die Erfindung der Roten Armee Fraktion durch einen manisch-depressiven Teenager im Sommer 1969 | Matthes & Seitz Berlin     |
| 2016 | Bodo Kirchhoff      | Widerfahrnis                                                                                   | Frankfurter Verlagsanstalt |
| 2017 | Robert Menasse      | Die Hauptstadt                                                                                 | Suhrkamp                   |
| 2018 | Inger-Maria Mahlke  | Archipel                                                                                       | Rowohlt                    |
| 2019 | Saša Stanišić       | Skąd (Herkunft)                                                                                | Luchterhand                |
| 2020 | Anne Weber          | Annette, ein Heldinnenepos                                                                     | Matthes & Seitz Berlin     |
| 2021 | Antje Rávic Strubel | Blaue Frau                                                                                     | S. Fischer-Verlag          |
| 2022 | Kim de l’Horizon    | Blutbuch                                                                                       | DuMont                     |